# Gymnogobius petschiliensis
Gymnogobius petschiliensis es una especie de peces de la familia de los Gobiidae en el orden de los Perciformes.

## Morfología
Los machos pueden llegar a alcanzar los 8 cm de longitud total.

## Hábitat
Es un pez de clima templado y demersal.

## Distribución geográfica
Se encuentran en Asia: la China, el Japón y la Península de Corea. 

## Observaciones
Es inofensivo para los humanos. 